# Stagione

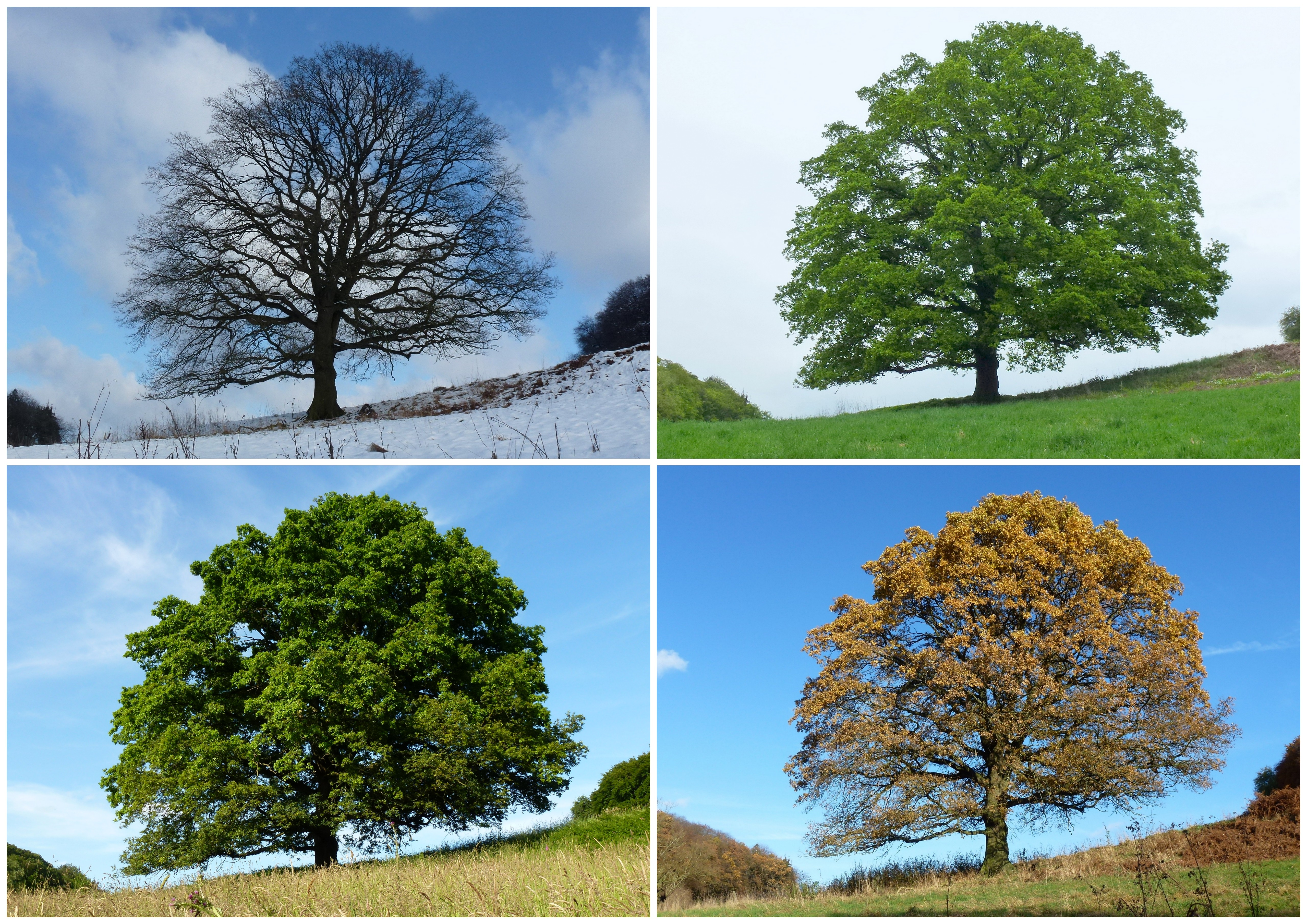
I mutamenti di una quercia caducifoglia nel corso delle quattro stagioni.

La stagione è ciascuno dei periodi temporali in cui è suddiviso l'anno solare. 
Esistono diversi modi di definire una stagione: quella più tradizionale è la suddivisione astronomica, per la quale una stagione è l'intervallo di tempo che intercorre tra un equinozio e un solstizio. In tal caso si distinguono, almeno nelle zone temperate, quattro stagioni: primavera, estate, autunno, inverno; ciascuna di esse ha una durata costante di tre mesi e ben definita nel corso dell'anno, indipendentemente dalla latitudine e dalla collocazione geografica. 
Esiste poi la suddivisione meteorologica, che invece tiene conto dei mutamenti climatici e ambientali che avvengono in un dato luogo nel corso dell'anno, e pertanto non coincide necessariamente con la suddivisione astronomica delle stagioni.

## Le stagioni a seconda delle latitudini

Mappa animata dell'avvicendarsi delle stagioni sulle diverse zone climatiche col passare dei mesi.

In particolare, la suddivisione meteorologica delle stagioni varia approssimativamente sulla base delle seguenti zone astronomiche, per effetto dell'inclinazione dell'asse terrestre e della latitudine:
- nelle zone temperate si distinguono in genere quattro stagioni meteorologiche più o meno simili a quelle astronomiche, ma la loro durata varia a seconda della latitudine e del microclima locale indotto dalla geografia circostante;
- nelle regioni polari generalmente si distinguono due sole stagioni (spesso denominate sole di mezzanotte e notte polare, oppure semplicemente estate e inverno) determinate dalla presenza o meno del sole sopra l'orizzonte.
- anche nelle zone tropicali, infine, si preferisce suddividere l'anno in due sole stagioni, definendole stagione delle piogge e stagione secca (anche se spesso sono presenti anche una stagione calda ed una fredda), determinate dai principali mutamenti climatici annuali.[3]

## L'influsso dell'inclinazione della Terra sulle stagioni
Come già accennato, il cambiamento delle stagioni è determinato dall'inclinazione dell'asse di rotazione della Terra, che va a mutare l'angolo di incidenza dei raggi solari sulla sua superficie.

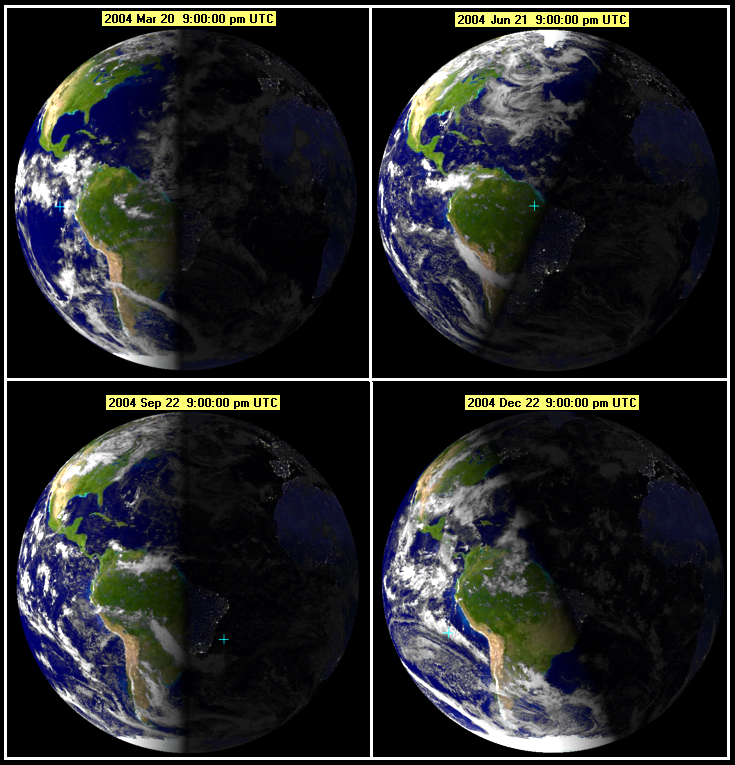
La diversa inclinazione della Terra rispetto al Sole a seconda delle stagioni.

Quando un emisfero si trova in inverno, questo è dovuto al fatto che i raggi solari colpiscono la superficie con una minore inclinazione rispetto all'orizzonte; come conseguenza si ha un minore grado di irraggiamento, l'atmosfera e la superficie assorbono meno calore e tutto l'emisfero risulta più freddo. Quando viceversa in un emisfero è estate, i raggi tendono al perpendicolo rispetto all'orizzonte e sia l'atmosfera sia la superficie assorbono maggior calore, con un conseguente aumento di temperatura. 
L'effetto delle stagioni è sempre più evidente a mano a mano che dall'equatore ci si sposta verso i poli perché, a causa della diversa inclinazione della superficie terrestre rispetto ai raggi solari, la differenza di calore assorbito tra la condizione di massimo irraggiamento e quella di minimo irraggiamento diventa sempre più grande con l'aumentare della latitudine. Il ciclo delle stagioni di un emisfero è l'opposto di quello dell'altro. Quando è estate nell'emisfero boreale è inverno nell'emisfero australe e quando è primavera nell'emisfero boreale è autunno nell'emisfero australe.
L'inclinazione è di circa 23°27' rispetto alla perpendicolare al piano dell'eclittica.
Se l'asse di rotazione fosse perfettamente perpendicolare al piano orbitale non esisterebbero le stagioni astronomiche, in quanto l'esposizione al calore e alla luce in una data porzione del pianeta sarebbe costante durante l'anno.
L'equatore, con il Sole perennemente allo zenit, avrebbe la massima insolazione, mentre i poli sarebbero sempre freddi, con il Sole costantemente sulla linea dell'orizzonte; non si parlerebbe di tropici (le latitudini più vicine all'equatore in cui il Sole può raggiungere lo zenit) e di circoli polari (le latitudini più vicine ai poli, in cui vi è almeno un giorno senza luce); il clima sarebbe di massima determinato solo dalla latitudine e non dal periodo dell'anno; la durata della notte sarebbe uguale a quello del dì in qualsiasi punto della Terra (in quanto non vi sarebbero solstizi, solo un perenne equinozio), eccezione fatta per i poli.
Eventuali variazioni climatiche sarebbero dovute a spostamenti di masse d'aria dalle regioni a diversa temperatura, benché non si potrebbe definirle "stagioni meteorologiche" in senso stretto.
A causa dell'inclinazione terrestre, l'emisfero boreale riceve il massimo dell'irraggiamento solare (in termini di calore) il giorno del solstizio d'estate mentre l'emisfero australe riceve il minimo irraggiamento solare nello stesso giorno e viceversa per il solstizio d'inverno. I solstizi però, nonostante rappresentino i massimi e i minimi in termini di irraggiamento solare, non coincidono, di solito, con il giorno più caldo o più freddo sulla Terra perché interviene l'azione termoregolatrice del mare che fa riscaldare o raffreddare più lentamente il pianeta, ritardando leggermente le varie stagioni grazie all'altissima capacità termica dell'acqua che costituisce il 70,8% della superficie terrestre.
Essendo inoltre l'orbita terrestre ellittica (con eccentricità pari a 0,0167), con il Sole in uno dei suoi fuochi, durante l'anno la Terra passa da una distanza minima dal Sole (perielio) a una massima (afelio).
Il perielio viene raggiunto approssimativamente all'inizio di gennaio, nell'inverno boreale; l'afelio è raggiunto all'inizio di luglio, nell'inverno australe.
Questa situazione è destinata a cambiare nel corso dei prossimi millenni a causa della lenta precessione dell'orbita terrestre (precessione anomalistica), che insieme a quella degli equinozi compie un ciclo completo in 25.800 anni (cicli di Milanković).

## Stagioni astronomiche
| Date degli equinozi e solstizi (Ore UTC) | Date degli equinozi e solstizi (Ore UTC) | Date degli equinozi e solstizi (Ore UTC) | Date degli equinozi e solstizi (Ore UTC) | Date degli equinozi e solstizi (Ore UTC) |
| Anno                                     | Equinozio di marzo                       | Equinozio di settembre                   | Solstizio di giugno                      | Solstizio di dicembre                    |
| ---------------------------------------- | ---------------------------------------- | ---------------------------------------- | ---------------------------------------- | ---------------------------------------- |
| 2010                                     | 20 marzo ore 17:32                       | 23 settembre ore 03:09                   | 21 giugno 11:28                          | 21 dicembre 23:38                        |
| 2011                                     | 20 marzo ore 23:21                       | 23 settembre ore 09:04                   | 21 giugno 17:16                          | 22 dicembre 05:30                        |
| 2012                                     | 20 marzo ore 05:14                       | 22 settembre ore 14:49                   | 20 giugno 23:09                          | 21 dicembre 11:11                        |
| 2013                                     | 20 marzo ore 11:02                       | 22 settembre ore 20:44                   | 21 giugno 05:04                          | 21 dicembre 17:11                        |
| 2014                                     | 20 marzo ore 16:57                       | 23 settembre ore 02:29                   | 21 giugno 10:51                          | 21 dicembre 23:03                        |
| 2015                                     | 20 marzo ore 22:45                       | 23 settembre ore 08:21                   | 21 giugno 16:38                          | 22 dicembre 04:48                        |
| 2016                                     | 20 marzo ore 04:30                       | 22 settembre ore 14:21                   | 20 giugno 22:34                          | 21 dicembre 10:44                        |
| 2017                                     | 20 marzo ore 10:29                       | 22 settembre ore 20:02                   | 21 giugno 04:24                          | 21 dicembre 16:28                        |
| 2018                                     | 20 marzo ore 16:15                       | 23 settembre ore 01:54                   | 21 giugno 10:07                          | 21 dicembre 22:22                        |
| 2019                                     | 20 marzo ore 21:58                       | 23 settembre ore 07:50                   | 21 giugno 15:54                          | 22 dicembre 04:19                        |
| 2020                                     | 20 marzo ore 03:50                       | 22 settembre ore 13:31                   | 20 giugno 21:44                          | 21 dicembre 10:02                        |
| 2021                                     | 20 marzo ore 09:37                       | 22 settembre ore 19:21                   | 21 giugno 03:32                          | 21 dicembre 15:59                        |
| 2022                                     | 20 marzo ore 15:33                       | 23 settembre ore 01:04                   | 21 giugno 09:14                          | 21 dicembre 21:48                        |
| 2023                                     | 20 marzo ore 21:24                       | 23 settembre ore 06:50                   | 21 giugno 14:58                          | 22 dicembre 03:27                        |
| 2024                                     | 20 marzo ore 03:06                       | 22 settembre ore 12:44                   | 20 giugno 20:51                          | 21 dicembre 09:20                        |
| 2025                                     | 20 marzo ore 09:01                       | 22 settembre ore 18:19                   | 21 giugno 02:42                          | 21 dicembre 15:03                        |
| 2026                                     | 20 marzo ore 14:46                       | 23 settembre ore 00:05                   | 21 giugno 08:24                          | 21 dicembre 20:50                        |
| 2027                                     | 20 marzo ore 20:25                       | 23 settembre ore 06:02                   | 21 giugno 14:11                          | 22 dicembre 02:42                        |
| 2028                                     | 20 marzo ore 02:17                       | 22 settembre ore 11:45                   | 20 giugno 20:02                          | 21 dicembre 08:19                        |
| 2029                                     | 20 marzo ore 08:02                       | 22 settembre ore 17:38                   | 21 giugno 01:48                          | 21 dicembre 14:14                        |
| 2030                                     | 20 marzo ore 13:52                       | 22 settembre ore 23:27                   | 21 giugno 07:31                          | 21 dicembre 20:09                        |

Posizione del Sole e della Terra nel corso delle stagioni: la linea dei solstizi e quella degli equinozi ad essa perpendicolare dividono l'ellisse dell'orbita terrestre in quattro zone, non identiche, corrispondenti alle stagioni astronomiche.
Attualmente la linea dei solstizi forma un angolo di 10° con l'asse maggiore dell'ellisse ma, per il già citato fenomeno della precessione anomalistica la posizione di equinozi e solstizi lungo l'orbita terrestre è destinata a cambiare nel corso dei prossimi millenni.
Per la seconda legge di Keplero la velocità areolare della Terra nella sua orbita attorno al Sole è costante, quindi significa che aree più grandi dell'ellisse sono coperte in tempi più lunghi.

Le stagioni astronomiche sono quelle comprese tra equinozi e solstizi, corrispondenti alle quattro zone in cui è divisibile l'ellisse tracciata dall'orbita della Terra intorno al Sole. Siccome queste non sono precisamente uguali, allora anche la durata della relativa stagione astronomica è differente:
- La primavera boreale corrisponde all'autunno australe: dal 20 marzo al 20 o 21 giugno (93 giorni circa);
- L'estate boreale corrisponde all'inverno australe: dal 20 o 21 giugno al 22 o 23 settembre (94 giorni circa);
- L'autunno boreale corrisponde alla primavera australe: dal 22 o 23 settembre al 21 o 22 dicembre (90 giorni circa);
- L'inverno boreale corrisponde all'estate australe: dal 21 o 22 dicembre al 20 marzo (89 giorni circa).

Le stagioni autunnale e primaverile cominciano con l'equinozio, mentre quelle estiva ed invernale hanno inizio con il solstizio. In occasione di un equinozio, le ore di luce e buio della giornata si equivalgono; nei solstizi prevarranno invece o il dì o la notte, rispettivamente in estate e inverno.
Per la diversa distanza percorsa dalla Terra nell'arco delle stagioni, si ha che l'emisfero boreale beneficia di una maggiore durata dell'insolazione in primavera ed estate. Questo fenomeno è parzialmente compensato dal fatto che durante l'estate boreale la Terra si trova nel punto della sua orbita più lontano dal Sole (afelio), quindi l'irraggiamento complessivo ricevuto dal pianeta è leggermente minore rispetto al perielio, in cui è estate nell'emisfero australe.
Tenendo conto dei due effetti si stima che l'emisfero nord riceva circa il 7 per cento di insolazione in più rispetto all'emisfero sud, godendo quindi di inverni leggermente meno freddi e di estati leggermente meno calde. 
Si osservi comunque che fenomeni climatici globali, tra i quali la maggiore estensione degli oceani nell'emisfero sud (che, cedendo calore durante l'inverno rendono gli inverni meno freddi e le estati meno torride) e lo scambio di calore dall'equatore ai poli contribuiscono non poco a mitigare la differenza nelle escursioni climatiche tra i due emisferi indotta dal diverso tasso di insolazione.

## Stagioni meteorologiche

I cambiamenti stagionali di un gruppo di faggi:
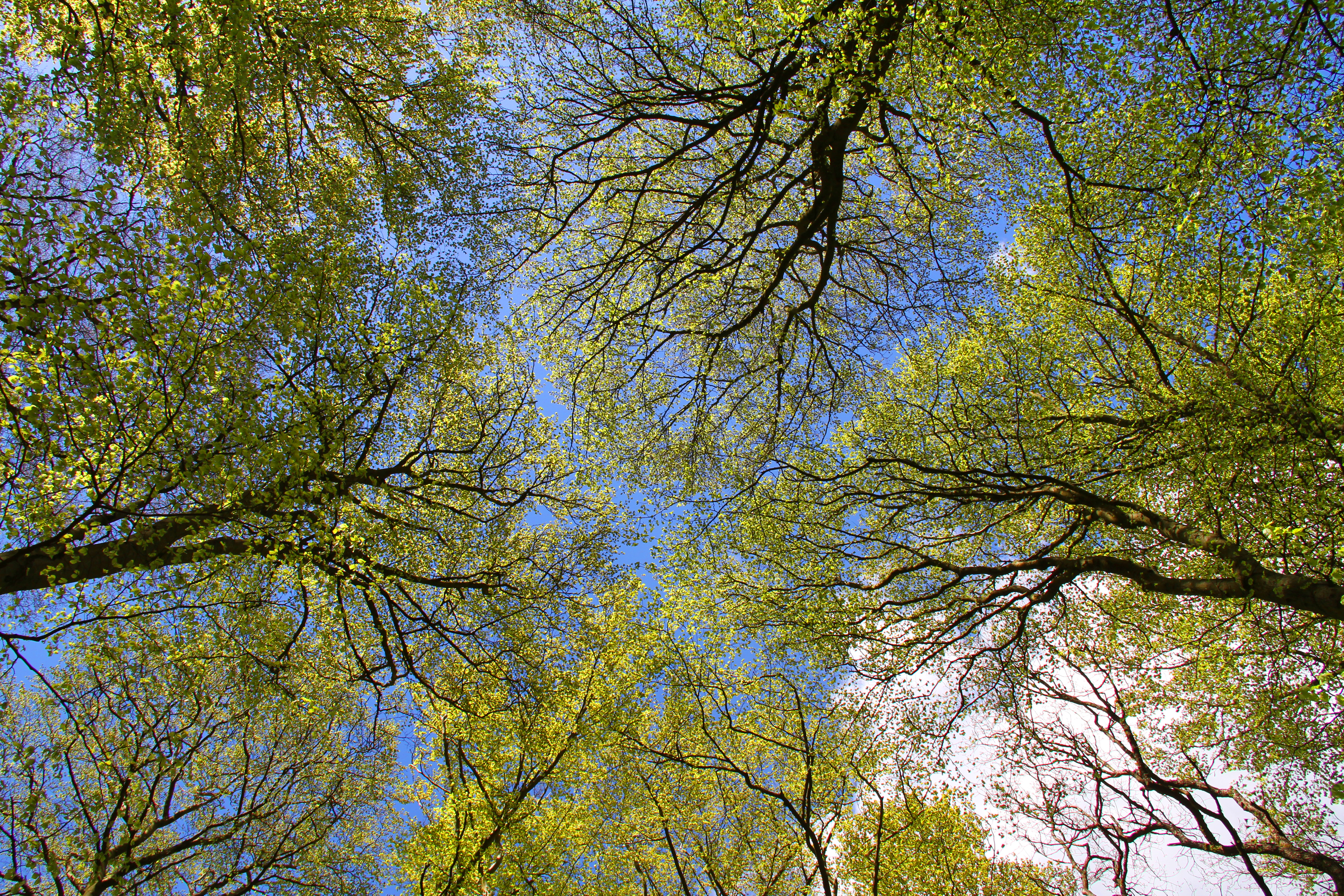
Primavera
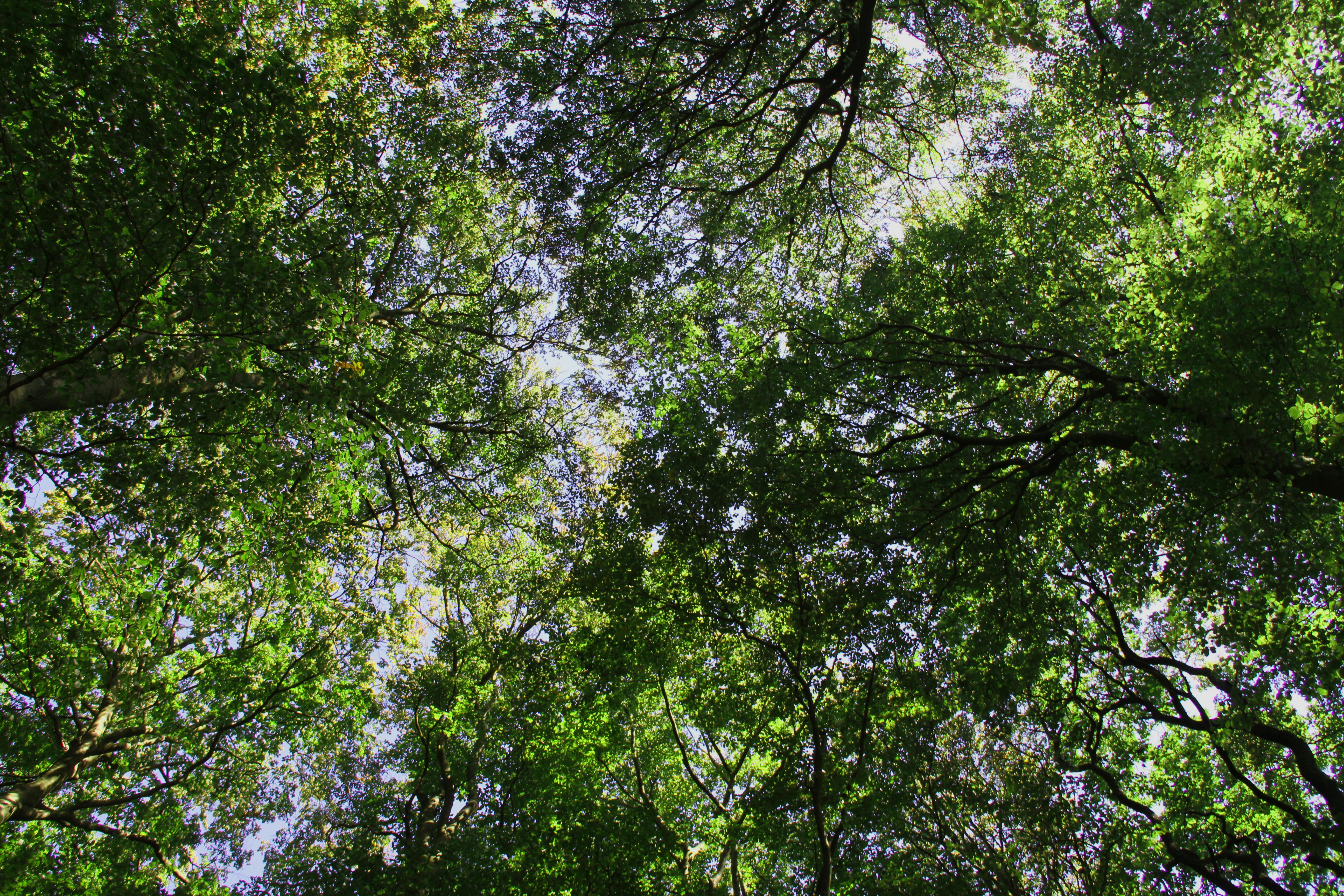
Estate
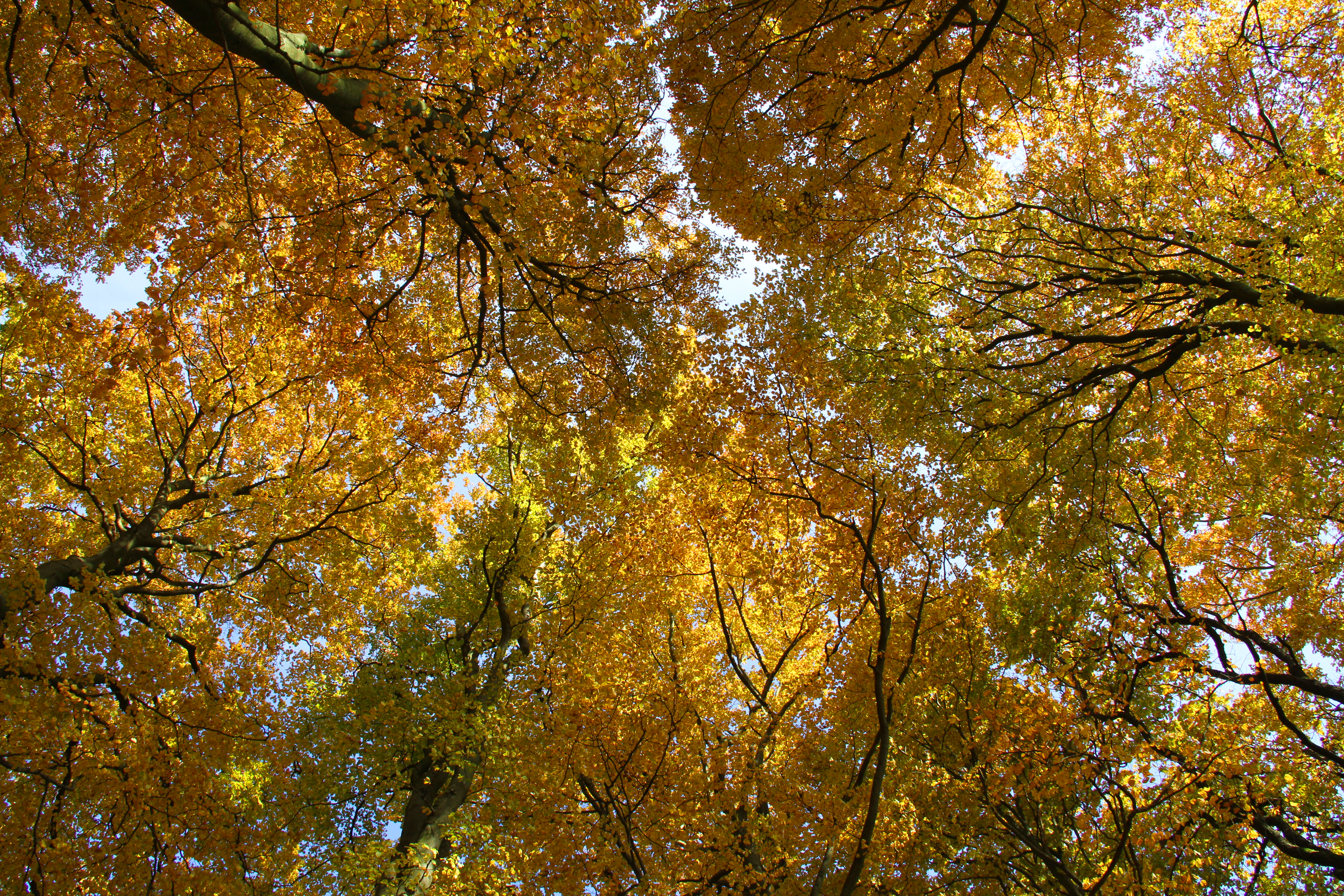
Autunno
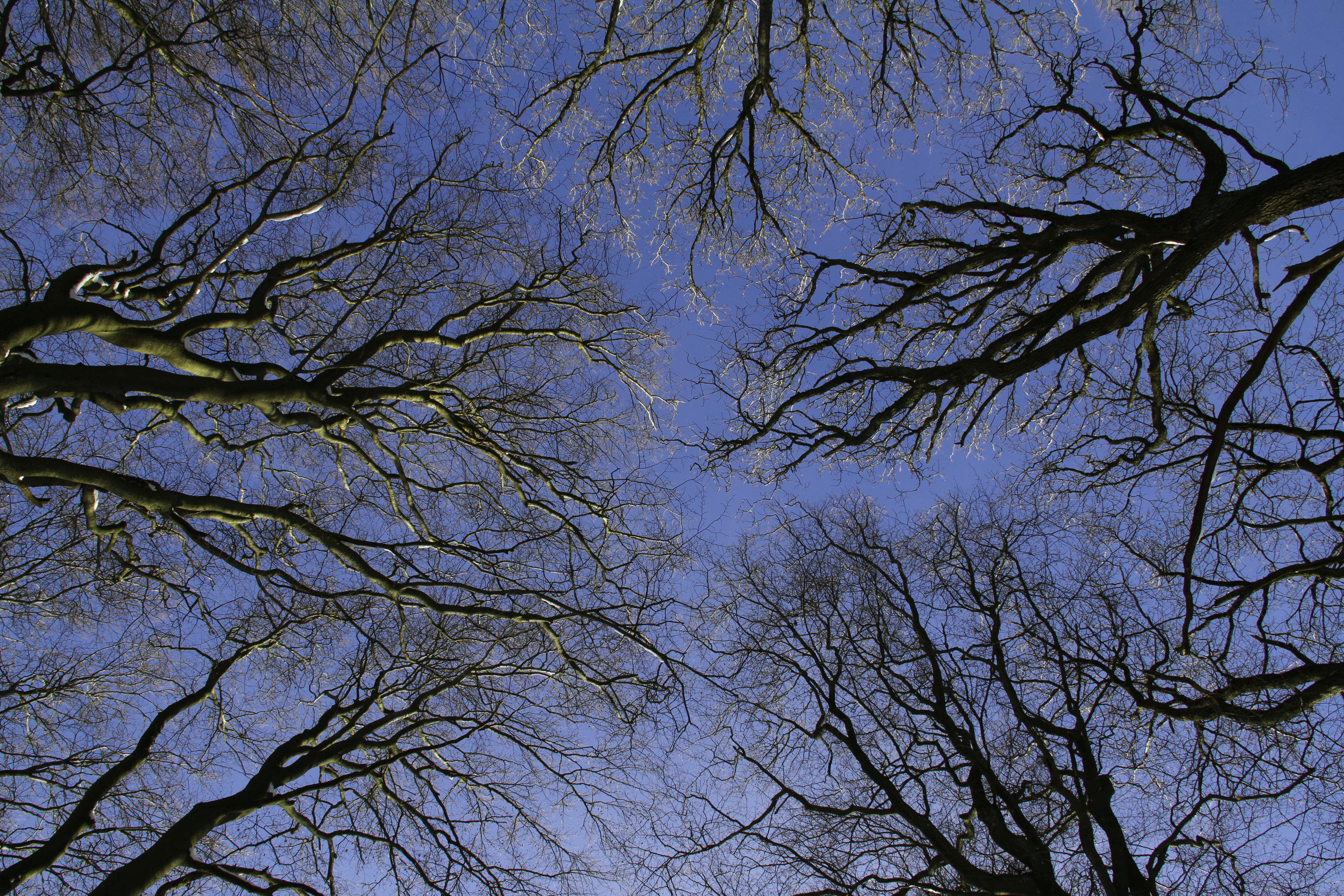
Inverno

Le stagioni meteorologiche si basano invece su una convenzione umana di scienziati e climatologi, risultando così sfasate, in anticipo di circa venti giorni, rispetto all'effettiva data di equinozi e solstizi. In ogni caso, nelle zone temperate delle medie latitudini comprendenti l'Europa centro-meridionale, la differenza fra le due tipologie di stagioni è minima.
Secondo il criterio «meteorologico», l'inizio delle stagioni viene fatto coincidere col primo giorno dei mesi di passaggio contenenti i solstizi o gli equinozi, per la similiarità del clima con la stagione astronomica entrante.
Mantenendo immutata la durata tipica di tre mesi, si ha quindi che:
- La primavera interessa i mesi di marzo, aprile e maggio (20 marzo - 20 giugno)
- L'estate interessa i mesi di giugno, luglio e agosto (21 giugno - 22 settembre)
- L'autunno interessa i mesi di settembre, ottobre e novembre (23 settembre - 21 dicembre)
- L'inverno interessa i mesi di dicembre, gennaio e febbraio (22 dicembre - 21 marzo)

I mesi statisticamente più freddi, più caldi e intermedi corrisponderebbero effettivamente a quelli identificati da tali periodi: ad esempio il freddo invernale inizia generalmente ai primi di dicembre, il tepore primaverile a marzo, e così via, mentre i mesi col clima più estremo (solitamente gennaio e luglio) vengono a cadere nel mezzo, diventando cioè i mesi centrali delle rispettive stagioni meteorologiche.

## Tradizioni, miti e iconografia legati alle stagioni

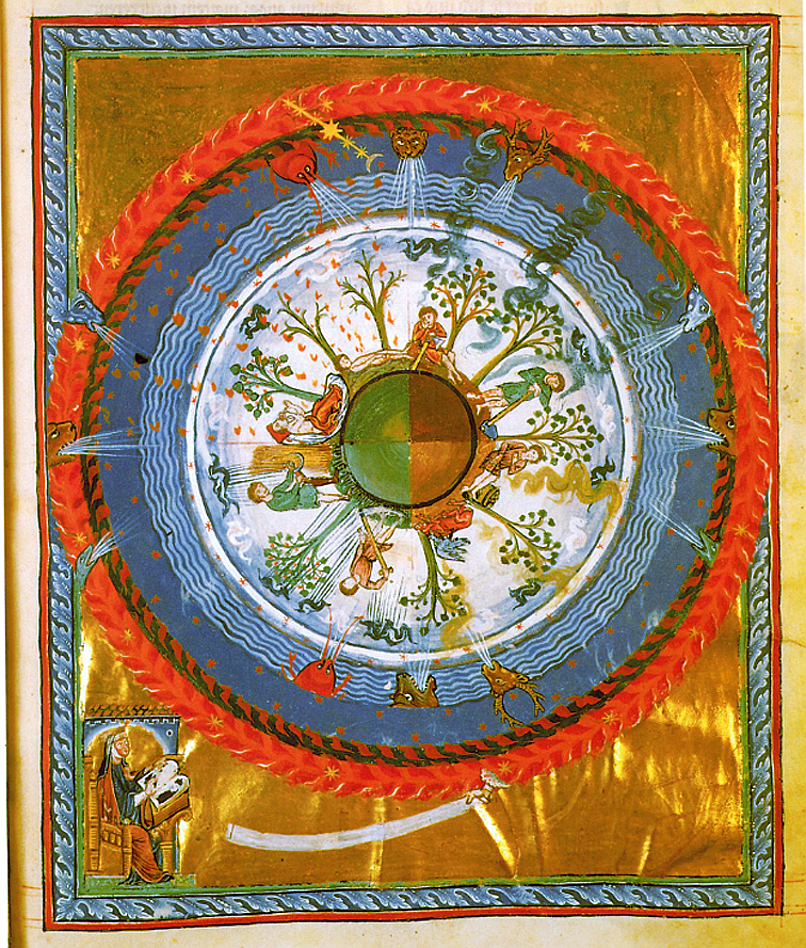
Miniatura medievale dal Liber divinorum operum, scritto da Ildegarda di Bingen, che raffigura i quattro cerchi elementari del mondo sublunare, ovvero terra, acqua, aria, fuoco, associati ad allegorie delle quattro stagioni.

Sin dall'antichità il succedersi delle stagioni era visto come il riflesso di impulsi cosmici che scandivano i ritmi della vita umana. Il passare del tempo, oltre ad avere una mera funzione quantitativa, acquisiva così anche un significato qualitativo, portatore di archetipi espressi prevalentemente nei miti riguardanti le contese tra le forze della vita e della morte.
Legate soprattutto all'attività agreste, le diverse proprietà delle stagioni rendevano manifesti dei princìpi ricorrenti che si potevano rinvenire per analogia in altri aspetti della natura, quali ad esempio i punti cardinali, le età della vita, le ore del giorno, ecc.
In Occidente, in particolare, il valore numerologico delle quattro stagioni assurse a simbolo della Terra e dei cicli naturali, essendo legato al potere dei quattro elementi fondamentali in cui consisteva il creato: questi si congiungevano a formare la croce del mondo, che presentava ai suoi estremi i quattro animali dell'iconologia tetramorfica: Toro, Leone, Aquila, e Angelo, spesso associati ai quattro evangelisti.
Anche in astrologia, i segni zodiacali influivano sugli esseri umani in base alla stagione, sicché era convinzione che il temperamento prevalente di ognuno risentisse delle condizioni temporali e climatiche in cui fosse nato. Di seguito i segni appartenenti a ciascuna stagione:
- Primavera: ♈ Ariete, ♉ Toro, ♊ Gemelli;
- Estate: ♋ Cancro, ♌ Leone, ♍ Vergine;
- Autunno: ♎ Bilancia, ♏ Scorpione, ♐ Sagittario;
- Inverno: ♑ Capricorno, ♒ Aquario, ♓ Pesci.

Le analogie tra le stagioni e alcune ricorrenze quaternarie sono sintetizzabili in uno schema:
| Stagione  | Punto cardinale | Età della vita | Ora del giorno | Elemento | Qualità      | Temperamento | Festa inaugurale | Vento  |
| --------- | --------------- | -------------- | -------------- | -------- | ------------ | ------------ | ---------------- | ------ |
| Primavera | Est             | Infanzia       | Mattino        | Aria     | Calda-umida  | Sanguigno    | Pasqua           | Zefiro |
| Estate    | Sud             | Gioventù       | Mezzodì        | Fuoco    | Calda-secca  | Collerico    | San Giovanni     | Euro   |
| Autunno   | Ovest           | Maturità       | Tramonto       | Terra    | Fredda-secca | Melanconico  | San Michele      | Austro |
| Inverno   | Nord            | Vecchiaia      | Notte          | Acqua    | Fredda-umida | Flemmatico   | Natale           | Borea  |

La prima testimonianza di una suddivisione dell'anno in quattro stagioni sembra risalire al IV secolo a.C. presso gli antichi Greci, che le identificarono con le Horai, ritraendole a partire dall'età ellenistica come figure dipensatrici di frutti e beni. Ma è soprattutto nel mondo romano che le stagioni ricevettero una vastissima iconografia con temi ben definiti: così la primavera (Ver) venne raffigurata come una giovane donna agghindata con fiori, cornucopia, vincastro pastorale e capretti; l'estate (Aestas) con fasci di spighe e falce mietitrice; l'autunno (Autumnus) coi frutti della vendemmia e rami d'olivo; l'inverno (Hiems) addobbato con abiti pesanti, recante cacciagione e uccelli acquatici.

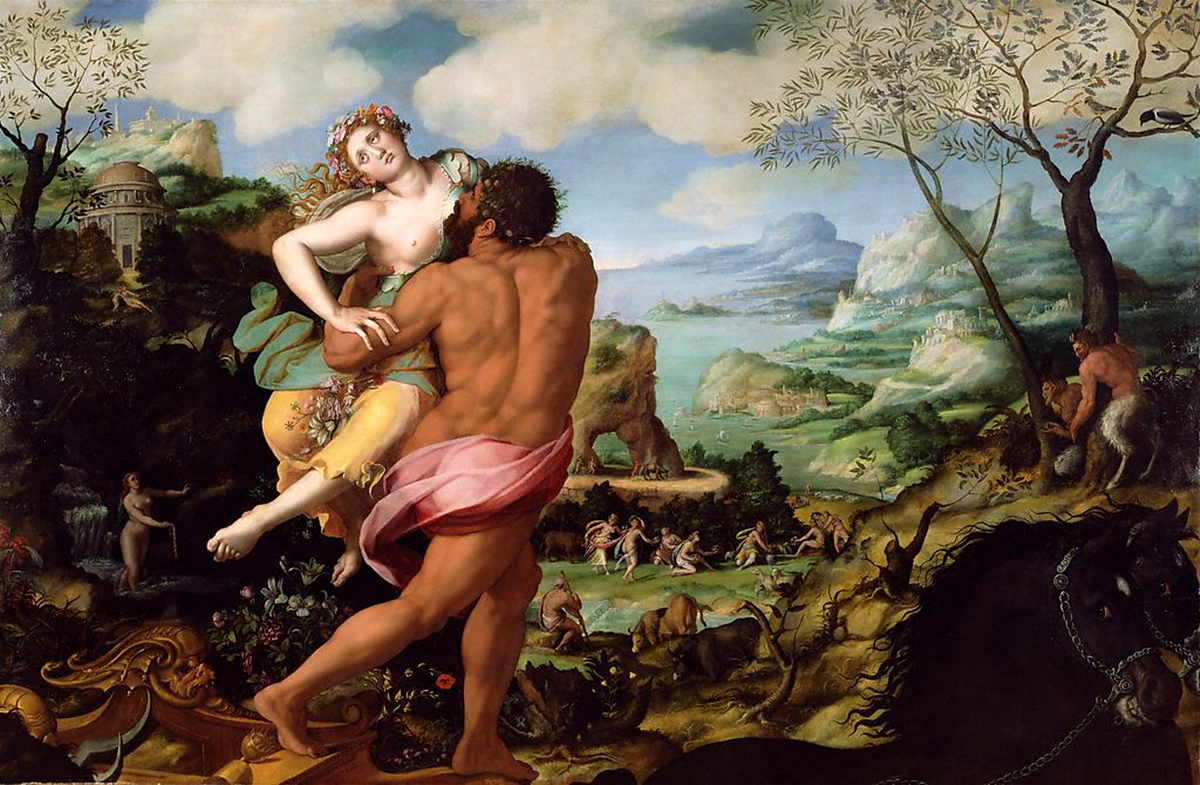
Il ratto di Proserpina, di Alessandro Allori (1570)

Il mito delle stagioni ebbe origine presso i Grandi Misteri Eleusini, durante i quali, in occasione delle cerimonie di iniziazione, il supremo ierofante invocava il Figlio della vergine Persefone, divenuta Proserpina tra i latini, la cui morte simboleggiava il grano seminato durante l'inverno, che avrebbe dato vita al frumento in primavera. Sia Proserpina che sua madre, Demetra/Cerere, dea delle messi, sono in realtà entrambe metafore della Grande Madre che presiede ai cicli della natura, in cui il tema della verginità, della morte, e della nuova fecondità si riallaccia a quello delle stagioni.
Secondo il mito, infatti, Cerere fece in modo che la terra non desse più alcun frutto, furente a seguito del rapimento di Proserpina da parte del re degli inferi, Ade/Plutone.
Per intervento di Giove si arrivò a un accordo, in base al quale Proserpina sarebbe rimasta con Plutone solo per un numero di mesi equivalente alla quantità di semi di melagrana da lei ingeriti nell'oltretomba, potendo così trascorrere con la madre il resto dell'anno. Cerere allora accoglieva con gioia il periodico ritorno di Proserpina sulla terra, facendo rifiorire la natura in primavera e in estate. Analoghi significati sono rinvenibili nei miti della dea egiziana Iside.

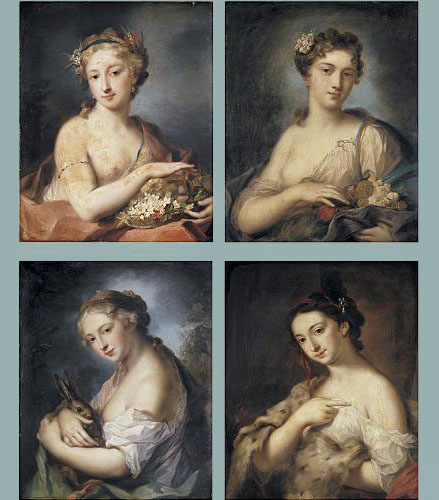
Le quattro stagioni, ad opera di Rosalba Carriera.

L'arte cristiana riprese le raffigurazioni classiche delle stagioni in forma di personificazioni,  mitigandone gli aspetti paganeggianti, ma caricandole anch'essa di significati religiosi, in particolare come testimonianza della resurrezione dai morti offerta dal ripristino ciclico dell'ordine naturale. Nel Medioevo tale iconografia si intrecciò con motivi astrologici provenienti dall'Oriente. Sebbene fosse la sequenza dei mesi a venire maggiormente illustrata, esempi di rappresentazioni delle stagioni si trovano ancora oggi nella cripta della cattedrale di Anagni, nell'interno del Battistero di Parma, negli affreschi di Ambrogio Lorenzetti nel Palazzo Pubblico a Siena, nelle miniature del Tacuinum sanitatis.
Nell'Umanesimo e nel Rinascimento queste raffigurazioni si fecero più ideali, come nella Primavera del Botticelli, nell'Autunno al Museo Condé di Chantilly, ed un ciclo sulle quattro stragioni di maestri della scuola ferrarese. A partire dal XVI secolo tuttavia l'iconografia delle stagioni si slega progressivamente dall'originale significato simbolico per trasformarsi in allegoria fine a se stessa, diventando motivo diffuso di numerose ville e palazzi, come nei soggetti di Paolo Veronese, Jacopo Tintoretto, Romanino, Cristoforo Gherardi, Pieter Bruegel, le Quattro stagioni di Arcimboldo, ecc.
Oltre alla pittura, le stagioni hanno da sempre ispirato anche la statuaria, la poesia, la filmografia, la musica.
In quest'ultimo ambito Le quattro stagioni di Vivaldi sono l'esempio più celebre, oltre al quale si possono citare, ad esempio, Die Jahreszeiten di Joseph Haydn, e Le stagioni di Pëtr Il'ič Čajkovskij.